# Дружинин, Сергей Иванович
Сергей Иванович Дружинин (27 февраля 1872 года, Москва, Российская империя — февраль 1935 года, Ленинград, РСФСР, СССР) — русский и советский учёный-механик, специалист в области изучения цемента и бетона, изобрёл способ определения величин сцепления раствора с металлом, член-корреспондент АН СССР (1933).

## Биография
С 1903 по 1935 год — заведующий механической лабораторией, заведующий кафедрой сопротивления материалов Ленинградского политехнического института.
С 1930 по 1935 год — преподавал в Ленинградском кораблестроительном институте, профессор Ленинградского горного института.
Умер в феврале 1935 года в Ленинграде.
Похоронен на кладбище Воскресенского Новодевичьего монастыря (Средняя часть, дор. 8, уч. 46).

## Научная деятельность
С. И. Дружинин занимался вопросами пуццоланизации вяжущих веществ. Им был тщательно изучен ряд гидравлических добавок (карадагский трасс, трепел, пемза) и исследованы строительные свойства растворов и бетонов на пуццолановых портланд-цементах, в частности сцепление растворов с железом и упругие свойства бетона.
Под председательством проф. С. И. Дружинина с 1929 г. начала работать специальная комиссия по добавкам при Союзцементе, которая изучала проблему выпуска пуццолановых портланд-цементов и труды которой позволили с 1934 года перейти к выпуску этих цементов на ряде цементных заводов страны.

### Основные труды
- Теория сопротивления материалов. СПб., 1908.
- Механическая лаборатория С.-Петербургского политехнического института императора Петра Великого. СПб., 1909.
- Расчет заводских труб. СПб., 1909.
- Статика сооружений : Конспект лекций. Л., 1925.
- Расчет заводских труб // Научно-Технический комитет НКПС . 1928. № 71
- Торкрет и его свойства. Л., 1931.